# Лицарський стан
Лицарський стан (лат. Ordo Equestris)  — клас (стан) аристократії в Речі Посполитій, що існував на теренах Польщі, України, Литви, Білорусі з 16 по 18 століття. До нього відносилась шляхта, яка не займала сенаторських посад. У Генеральному сеймі вона була представлена палатою послів (депутатів). Ділилась також на сановників і урядників.